# Jejewoodia
Jejewoodia – rodzaj roślin z rodziny storczykowatych (Orchidaceae). Rośliny zielne, epifityczne lub litofityczne występujące w lasach górskich na drzewach lub piaskowcach na wysokościach 900–1700 m n.p.m. Wszystkie 6 gatunków są endemitami Borneo.

## Morfologia
PokrójŁodyga długa do około 20 cm, pojedyncza lub rozgałęziona, korzeniąca się u nasady, ulistniona na całej długości.
LiścieDwurzędowe, mieczowate, płaskie.
KwiatyKwiatostan boczny, wyrastający z górnej części pędów, jednokwiatowy, czasami zawierający cztery lub pięć kwiatów otwierających się sukcesywnie. Kwiaty wsparte przysadkami brązowymi, wielokrotnie krótszymi od szypułki. Kwiaty osiągają do 1 cm średnicy, zwykle są szeroko otwarte, listki obu okółków okwiatu są białe, rzadziej żółte lub zielonkawożółte. Warżka jest biała, czasem z żółtą plamą wzdłuż środkowej klapy lub u jej nasady. Warżka jest trójklapowa lekko woreczkowato rozdęta lub z ostrogą. Prętosłup bez stopy, z czterema pyłkowinami jajowatymi, nierównej wielkości. Tarczka nasadowa (łac. viscidium) poprzecznie eliptyczna, uczepek równowąski.

## Systematyka
Rodzaj sklasyfikowany do podplemienia Aeridinae w plemieniu Vandeae, podrodzina epidendronowe (Epidendroideae), rodzina storczykowate (Orchidaceae), rząd szparagowce (Asparagales) w obrębie roślin jednoliściennych.
Wykaz gatunków
- Jejewoodia crockerensis J.J.Wood & A.L.Lamb
- Jejewoodia jiewhoei (J.J.Wood & Shim) Szlach.
- Jejewoodia jongirii J.J.Wood & A.L.Lamb
- Jejewoodia linusii J.J.Wood & A.L.Lamb
- Jejewoodia longicalcarata (Ames & C.Schweinf.) J.J.Wood
- Jejewoodia rimauensis J.J.Wood & A.L.Lamb